# باتريك لاسين
باتريك لاسين (بالفرنسية: Patrick Lassine)‏ هو لاعب كرة قدم لوكسمبورغي، ولد في 28 ديسمبر 1982.

## وصلات خارجية
- باتريك لاسين على موقع قاعدة بيانات كرة القدم.إي يو (الإنجليزية)